# Armería
Armería è un comune del Messico, situato nello stato di Colima.